# Adelka Spanner
Frini Eveline Adelka Spanner (Sint Eustatius, 25 september 1958) is een politica uit Sint Eustatius en leider van de Democratische Partij (DP). Zij was twee maal lid van de Eilandsraad van Sint Eustatius en van 2003 tot en met 2007 lid van het Bestuurscollege.
Spanner werd geboren op Sint Eustatius, dat tot 2010 deel uitmaakte van de Nederlandse Antillen. Ze was meer dan 33 jaar in overheidsdienst toen ze in 2023 met pensioen ging.
Sinds 1990 was Spanner actief in de politiek, verbonden aan de Democratische Partij. Ze nam deel aan diverse verkiezingen voor de Eilandsraad van Sint Eustatius en het Parlement van de Nederlandse Antillen. In 2003 nam ze zitting in de Eilandsraad. Tussen 2003 en 2007 was ze tevens gedeputeerde en lid van het Bestuurscollege van Sint Eustatius. Ze leidde de Democratische Partij van 2013 tot 2022.
Spanner behield haar zetel als lid van de Eilandsraad tot februari 2018, toen de Nederlandse regering de Eilandsraad en het Bestuurscollege ontbond wegens wanbestuur. Beide organen werden vervangen door een regeringscommissaris en een plaatsvervangend commissaris totdat de verhoudingen binnen het lokale bestuur hersteld waren.
Op 21 oktober 2020 vonden er opnieuw verkiezingen plaats voor de Eilandsraad. Spanner, die lijsttrekker was, werd gekozen, en beëdigd op 29 oktober 2020. Tijdens haar ambtstermijn werd zij benoemd tot vicevoorzitter van de Centrale Commissie van de Eilandsraad. Bij de verkiezingen van 2023 voor de Eilandsraad behaalde de DP opnieuw twee zetels, maar Spanner slaagde er niet in genoeg stemmen te behalen om haar zetel te behouden.
Op 26 april 2021 werd Spanner onderscheiden met de titel Lid in de Orde van Oranje-Nassau.